# 瓦尔德马·马拉克
瓦尔德马·马拉克（波蘭語：Waldemar Malak，1970年7月17日—1992年11月14日），波兰男子举重运动员。他曾代表波兰参加1992年夏季奥林匹克运动会举重比赛，获得男子100公斤级铜牌。